# 9096 Tamotsu
A 9096 Tamotsu (ideiglenes jelöléssel 1995 XE1) a Naprendszer kisbolygóövében található aszteroida. Takao Kobajashi fedezte fel 1995. december 15-én.